# Tage des letzten Schnees (Film)
Tage des letzten Schnees ist ein deutscher Fernsehfilm von Lars-Gunnar Lotz aus dem Jahr 2019, der im Auftrag und für das ZDF produziert wurde. Er basiert auf dem gleichnamigen 2014 erschienenen Kriminalroman des deutschen Schriftstellers Jan Costin Wagner. Die ursprünglich finnischen Handlungsorte Helsinki und Salo wurden im Film durch Frankfurt am Main und Hamburg ersetzt. In den Hauptrollen agieren Henry Hübchen, Bjarne Mädel, Barnaby Metschurat und Victoria Mayer sowie Victoria Trauttmansdorff, Christina Große, Mercedes Müller und Jannik Schümann.
Der Film, der im ZDF als „Fernsehfilm der Woche“ erstausgestrahlt wurde, wurde im Rahmen des Deutschen Fernsehkrimi-Preises 2020 mit dem Publikumspreis ausgezeichnet. „Neben der starken schauspielerischen Präsenz zeige dieser Film in ‚herausragender Weise wie menschliches Handeln in einem, oder wie in diesem Fall, sogar zwei miteinander verknüpften Kriminalfällen enden‘ könne.“

## Handlung
Der Familienvater Lars Eckert kommt mit seinem Auto von der Straße ab. Bei dem tragischen Unfall stirbt seine elfjährige Tochter Anna, die er gerade vom Eishockeytraining abgeholt hatte. Obwohl Eckert sich sicher ist durch eine Art Lichtblitz im dichten Schneetreiben geblendet worden zu sein, geht nicht nur die Polizei davon aus, dass kein Fremdverschulden vorliegt, sondern auch seine Frau Kirsten.
Der ermittelnde Kriminalhauptkommissar Johannes Fischer beginnt damit, die letzten Tage im Familienleben der Eckerts zu durchleuchten. Einen Tag nach diesem Unfall mit Todesfolge wird Fischer zu einem weiteren Fall gerufen. Auf einer Parkbank hat man die deutsch-rumänische Studentin der Kunstgeschichte Lisa Marin erschossen aufgefunden. Ins Visier der Ermittlungen gerät der verheiratete Hamburger Banker Markus Sellin, der mit der jungen Frau eine heimliche Affäre hatte. Fischer ermittelt, dass die Ehe der Sellins schweren Belastungen ausgesetzt ist, da Tanja Sellin sich in ihren depressiven Phasen betrinkt und ihr Mann inzwischen resigniert hat. Sellin hatte Lisa Marin nicht nur eine Wohnung finanziert, sondern auch für deren Lebensunterhalt gesorgt. Unglücklich in seiner Ehe, war er verzaubert von der Lebenslust und dem Schöngeist von Marin. Dass es noch weitere Männer gab, die der jungen Frau verfallen waren, stellt sich heraus, als Fischer und seine Vorgesetzte Konstanze Satorius mit einem weiteren Kollegen, Lutz Wegener, in Marins Vergangenheit gräbt. Es scheint so, als habe Marin ein bestimmtes Interesse gehabt, Männer finanziell auszunutzen und ins Verderben zu stürzen, wobei sie besonders brave Familienväter bevorzugte.
Es stellt sich heraus, dass es zwischen Sellin und Marin zu einem folgenschweren Streit kam, als dieser erkannte, dass sie trotz seiner finanziellen Unterstützung ihren Lebensunterhalt mit Prostitution aufbessert. Der Streit mündete darin, dass der enttäuschte Banker mit seinem Auto durch die Nacht raste und ohne Vorsatz Eckerts Auto von der Straße abdrängte.
Letzten Endes erhängt sich Sellin in seinem Haus. Als Mörder Marins wird ein Kollege Sellins überführt, der auch ein Verhältnis mit ihr hatte und ebenfalls herausgefunden hatte, dass sie sich prostituiert.

## Produktion

### Produktionsnotizen, Dreharbeiten
Tage des letzten Schnees wurde vom 5. Februar bis zum 8. März 2019 gedreht. Produziert wurde der Film von der Network Movie Film- und Fernsehproduktion GmbH. Die Redaktion fürs ZDF lag bei Stefanie von Heydwolff und Karina Ulitzsch.

### Hintergrund
Bjarne Mädel, der den Banker Markus Sellin spielt, äußerte sich im Hamburger Abendblatt über den Film. Er habe in Tage des letzten Schnees auch wegen der Kollegen gern mitspielen wollen, da das gesamte Ensemble „wirklich herausragend“ sei. Über Mercedes Müller als Spielpartnerin sei er mehr als froh gewesen, es sei ihm trotz des großen Altersunterschiedes nicht schwer gefallen, sich im Film in sie zu verlieben. Zudem habe ihn die Zusammenarbeit mit Henry Hübchen „begeistert“. Dieser habe ihn „total geprägt“, was sein Theater-Verständnis und seine schauspielerische Entwicklung angehe. Doch auch der Plot des Films nach dem Roman von Wagner habe ihn „begeistert“. Das, was er im Roman so toll gefunden habe, sei im Film „echt gut umgesetzt“ worden. Dadurch sei der Film „spannend und überraschend zugleich“. Mädel empfahl den Film mit den Worten: „Ich würde sagen, nimm dir ’ne Packung Taschentücher mit auf’s Sofa, denn es ist wirklich ein hartes Drama. Es lebt von den Schauspielern, es ist toll gefilmt und großartig gespielt. Alle sind toll, aber Victoria Mayer ist der Hammer.“ Und seiner eigenen Oma würde er noch sagen: „Du kannst mich auch mal schön im Anzug sehen, weil ich einen Banker spiele. Also in einer Rolle, die ich sonst eher selten angeboten bekomme: einen erfolgreichen Geschäftsmann.“

### Veröffentlichung
Uraufgeführt wurde der Film am 31. August 2019 beim Festival des deutschen Films in Ludwigshafen, vorgestellt wurde er zudem am 15. Oktober 2019 beim Kölner Film Festival Cologne und während der Nordischen Filmtage Lübeck.
Nachdem Tage des letzten Schnees vorab ab dem 27. Januar 2020 in der ZDF Mediathek abrufbar war, erfolgte die Erstausstrahlung im Fernsehen am 3. Februar 2020 im ZDF.

## Rezeption

### Einschaltquote
Bei seiner Erstausstrahlung wurde der Film von 6,42 Millionen Zuschauern eingeschaltet. Der Marktanteil lag bei 20,7 Prozent.

### Kritik
Die Kritiker der Fernsehzeitschrift TV Spielfilm gaben dem Film für Anspruch und Spannung je zwei von drei möglichen Punkten, zeigten mit dem Daumen nach oben und zogen das Fazit: „Große Schauspielkunst at its best“. Regisseur Lars-Gunnar Lotz erzähle „die Verwebung der Personen geschickt in Rückblenden“, wobei „sein Cast so manche Drehbuchschwäche“ glätte. Theaterstar Victoria Trauttmansdorff fand besondere Erwähnung.
Oliver Armknecht gab dem Film auf der Seite film-rezensionen.de sechs von zehn möglichen Punkten und fasste seine Kritik wie folgt zusammen: „‚Tage des letzten Schnees‘ beginnt als herzzerreißendes Drama über ein Paar, das seine Tochter verloren hat, kombiniert das jedoch bald mit einem parallelen Kriminalfall. Der ist leider deutlich weniger interessant, zumal die Buchverfilmung beide Stränge auf eine recht plumpe Weise miteinander verknüpft. Aufgrund des starken Ensembles und der schönen Bilder ist die TV-Produktion dennoch sehenswert.“
Rainer Tittelbach gab dem Film auf seiner Seite tittelbach.tv 5,5 von 6 möglichen Sternen und lobte: „Trotz eines Kommissars, der als Bindeglied zwischen den beiden Erzählsträngen – ein Unfall mit Todesfolge und eine neue Liebe – fungiert, sind Buch wie Film keine Spannungskrimis, sondern sie sind Charakter-Studie und Drama, die die Möglichkeiten zeigen, wie man mit Tod und Trauer, Einsamkeit und Schmerz umgehen kann. Der Film besitzt philosophische Tiefe, er bespiegelt die tragischen Umstände des Menschseins, statt nach einer lebenspraktischen, psychologischen Lösung zu suchen, wie es häufig themenorientierte Fernsehfilme tun. ‚Tage des letzten Schnees‘ ist top besetzt, dramaturgisch und filmästhetisch eine kleine Offenbarung.“ Es gebe „nicht häufig Filme im deutschen Fernsehen, bei dem einem so viele Bilder im Gedächtnis bleiben“ würden, meint Tittelbach. „Einen starken Eindruck“ hinterließen auch „die in monochromes Nachtblau getauchten Bilder des Kommissars am Meer“. Der Kritiker sprach zudem von „großartigen Schauspielern: Hübchen und die vier Ms: Mädel, Metschurat, Mayer, Müller – und Christina Große, die so wenige Szenen [habe], deren von Seelenpein geplagtes Gesicht sich aber [einfresse] in die Erinnerung. Eine Tragödie komm[e] selten allein (in diesem Film [sei] es gut so). Aber auch die große Qualität dieses nachhaltigen TV-Dramas [habe] viele Gesichter und Namen“.
Tilmann P. Gangloff nahm sich des Films für evangelisch.de an und schrieb: Manchmal genügt ein winziger Moment der Unachtsamkeit, um ein Leben auszulöschen. In ‚Tage des letzten Schnees‘ kreuzen sich in diesem Augenblick zwei Schicksalswege. Der eine führt letztlich in ewige Dunkelheit. Die Richtung des anderen ist noch offen, scheint jedoch vorgezeichnet, wenn nicht noch ein kleines Wunder geschieht. Auch Gangloff meinte, „ein Krimi im herkömmlichen Sinn“ sei der Film nicht. Es sei „aber nicht nur die Geschichte, die ‚Tage des letzten Schnees‘ zu einem große Film“ mache. „Filmisch reizvoll“ sei das Werk „nicht zuletzt wegen der kühlen, auf Farbtupfer verzichtenden spätwinterlichen Bildgestaltung […], die dem Drama eine ganz spezielle Atmosphäre verleih[e]“. […] „Gerade die sprachlosen Trauermomente, wenn Lars und Kirsten Eckert nicht in der Lage“ seien, „ans Telefon zu gehen“, seien „mit viel Feingefühl umgesetzt“. Das gelte „auch für die Szenen, die unter einem ganz anderen Vorzeichen stehen: Lisa schwärmt im Museum von einem Gemälde, aber Markus hat nur Augen für sie“.
Heike Hupertz befasste sich in der Frankfurter Allgemeinen Zeitung mit dem Film und meinte, fast könne „man von einem großen Film sprechen“. Weiter führte Hupertz aus: „Die Stimmung ist und bleibt gedämpft, Trauer wird durch Schuld verdunkelt, Tragik durch Verlangen nach einem Sonnenscheinzipfel entborgen. ‚Tage des letzten Schnees‘, frei nach Jan Costin Wagner geschrieben von Nils-Morten Osburg als Drehbuch adaptiert, ist filmästhetisch betrachtet ein ansprechender Vertreter des Scandi Noir.“ Abschließend meinte die Kritikerin: „Hätte man auf die flachen Szenen im Erfolgsbankermilieu verzichtet […]; hätte ‚Tage des letzten Schnees‘ seine elegische Note durchweg durchgehalten, dann könnte man von einem großen Film sprechen.“
Für den Tagesspiegel erklärte Kurt Sagatz, der Film gehe „weit über den üblichen Spannungskrimi hinaus“. Der Autor der Vorlage Jan Costin Wagner bescheinigte dem Drehbuch, „den Geist des Buches“ beibehalten zu haben. Henry Hübchen spiele Kommissar Fischer, der „den Schmerz“ kenne, „den ein Tod verursachen“ könne, „eindrucksvoll melancholisch“. Sagatz meinte, Regisseur Lars-Gunnar Lotz gelinge „das Kunststück, die Handlungsstränge – erzählt in wechselnden Zeitebenen – so zusammenzuhalten, dass ihm der Kern der Geschichte nicht“ auseinanderbreche. Im Film dürften die Bilder „für sich sprechen“. Zwar sei „der Tod und der Umgang damit“ kein Tabu mehr in Film und Fernsehen. Doch was er für die Hinterbliebenen bedeute, „wie oftmals aussichtslos der Kampf zurück ins Leben“ für sie sei, werde „häufig ausgeklammertz. Nicht so in ‚Tage des letzten Schnees‘“.
Sylvia Staude fasste in der Frankfurter Rundschau zusammen: „‚Tage des letzten Schnees‘ enthält sich jeder falschen Dramatik, auch jedes Urteils über die Menschen, egal, ob sie sich prostituieren oder fremdgehen. Eine Behutsamkeit, die ganz im Sinne der Romanvorlage ist.“
Ähnlich positiv fiel auch die Zusammenfassung von Kathrin Hollmer aus, die in der Süddeutschen Zeitung lobte: „Erfolgreiche Kriminalromane werden ja gern wie Massenware verfilmt. ‚Tage des letzten Schnees‘ aber berührt auf vielen Ebenen.“ Wie das Buch sei „auch der Film mehr als ein Krimi“. Die Stärke der Romanreihe liege „in den tiefen Einblicken in die Gefühlswelt“ der Figuren. Drehbuchautor und Regisseur hätten diese „meisterhaft in den Film übersetzt“. Die verschiedenen Zeitebenen seien „klug miteinander verwoben“. Manche Szenen, […], seien „schwer auszuhalten“. Die Kamera von Jan Prahl schaffe „berührende Bilder, die lange in Erinnerung bleiben“ würden, „gerade die Hauptrollen“ seien „hervorragend gespielt“.
Auch auf der Seite Filmdienst war die Resonanz positiv: Schwermütiges, eindringliches Krimidrama, in dem weniger die Ermittlung als Trauer und Melancholie der Figuren den Ton vorgeben. Dank großartiger Darsteller und der Absage an einfache Auflösungen erreicht der Film eine seltene Dichte und Tiefe. – Sehenswert ab 16.
Julian Miller von Quotenmeter.de schrieb anfangs seiner Kritik: „‚Tage des letzten Schnees‘ ist ein Film, der vieles richtig macht und trotzdem als herbe Enttäuschung endet – sehenswert, und doch ernüchternd.“ Miller meinte, mit den beiden hier „erzählten Geschichten und dem handverlesenen Cast“ wäre „großes Fernsehen möglich gewesen“: Henry Hübchen spiele „mit wunderbarer Warmherzigkeit einen trauernden alten Mann, Bjarne Mädel“ lege „seinen Alltagsmenschen mit einer angenehmen Beiläufigkeit an, die seine Alltäglichkeit nicht schon wieder als etwas Außergewöhnliches betonen“ müsse, und Mercedes Müller stelle „ihre Figur mit einer beeindruckenden emotionalen Ambivalenz dar, ohne auf naheliegend-klischeehafte Motive zurückgreifen zu müssen“. Abschließend führte Miller, der das Quotenmeter auf 70 Prozent ausschlagen ließ, fest: „Doch trotz all dieser besonders starken Darstellungen – und gerade weil bei der Geschichte so viel richtig gemacht wurde, nur um dann unbedingt den alltäglichen, konventionellen, unkünstlerischen Weg einzuschlagen, – ist dieser Film eine große Enttäuschung. Das Spiel mit den Blickwinkeln, den versetzten Zeitebenen und den sich (zuerst) nicht kennenden Figuren bleibt ein Spiel, ein Zeitvertreib, ein Rätselspaß, und darf nie Anstoß zu tiefgehender Reflexion oder einer ehrlichen, haltungsstarken, einnehmenden Begegnung mit den verhandelten Themen werden.“

## Fortsetzungen
- 2022: Das Licht in einem dunklen Haus
- 2025: Die Stille am Ende der Nacht